# Кабанов, Павел Михайлович
Па́вел Миха́йлович Каба́нов (род. 21 апреля 1964, Дзержинск, Украинская ССР, СССР) — российский актёр театра, кино и дубляжа, игрок КВН, шоумен, пародист, телеведущий.

## Биография
Играл за команду КВН «Магма» (Московский горный институт, который он закончил (сегодня — Горный институт НИТУ «МИСиС»)), в которой также играл Сергей Белоголовцев.
После КВНа, по словам Павла, он сменил несколько мест работы:
Опомнился в 1988 году, когда родилась первая дочь и, спустя пару дней, захотела есть. Опомнился, но не остановился, просто стал бегать в два раза быстрее. Пункты остановок: Центральный Донбасс, угольная шахта «Северная»; Москва, трест горнопроходческих работ, строительное управление номер 3 — прокладка канализации под улицей Трубная (поскольку в институте меня этому не учили, так и не овладел этой перспективной специальностью). И далее отправился прямо на ТВ. КВН-«Магма» (игрок номер 12), «Видеоинтернешнл», «Раз в неделю», «12 копеек», «Назло рекордам!», «О.С.П.-студия».

## «ОСП-студия»
Наиболее известные персонажи, сыгранные Кабановым в «ОСП-студии» — новый русский, «манагер по колготкам» Воха Дундарь и тёща Клара Захаровна.
По словам актёра, «хорошее владение пацанским сленгом» связано с местом его рождения.
Кроме того, пародировал солиста группы «Божья коровка», Шуру, Филиппа Киркорова, Павла Лобкова, Александра Гордона и других; сыграл также главного героя в «комиксовом» сериале «Супер-Пупер» (пародия на Супермена).
Павел Кабанов снялся в четырёх рекламных роликах сети магазинов «Дикси» в образе Клары Захаровны. Эти ролики демонстрировались на федеральных каналах. Также изображение Клары Захаровны можно было увидеть в городах на рекламных стендах.

## Другие телепроекты
- «Раз в неделю» (телеканал ТВ-6) (1995—1996)
- «Назло рекордам!?» (телеканал ТВ-6, 7ТВ) (1996—1998, 2002)
- Клуб «12 копеек» (телеканал ТВ-6) — ведущий (1996—1997)
- «ОСП-студия» (телеканал ТВ-6, СТС) — Воха Дундарь/ Клара Захаровна/ пан Сосед/ пани Доцент/ Игорь Ерепеньев/ Алексей Всепортнев/ господин Груздь/ Александр Дурдом/ Павел Колобков и другие персонажи
- «33 квадратных метра», «33 квадратных метра. Дачные истории» (телеканал ТВ-6, СТС) — Клара Захаровна, милиционер Мегро, другие (1997—2004)
- Схема смеха (РЕН ТВ) (2006)

Вместе с Николаем Фоменко, Георгием Дроновым и Еленой Бирюковой озвучил мультфильм «Гроза муравьёв».
Снялся в клипе на песню ШеFFа «Скорость дня».

## Фильмография
- 1997—2004 — 33 квадратных метра — Клара Захаровна + другие персонажи
- 2005 — Ералаш (выпуск № 186, сюжет «История про Историю»)[3] — Николай Петрович, учитель истории
- 2010 — Кодекс чести-4 (фильм № 6 «Покушение на кандидата») — Феликс Железный, начальник охраны
- 2010 — Закон и порядок: Преступный умысел-4 (8-я серия «Искушение») — Айзенберг
- 2011 — Поединки. Выбор агента Блейка — советский разведчик
- 2012 — Пока цветет папоротник — фотограф
- 2013 — Кодекс чести-6 (9-я серия «Винтовка») — Ник Новак
- 2013 — Классная школа (скетч-шоу) — Иван Марсович, учитель труда
- 2013 — Студия 17 — Константин Берг, режиссёр
- 2014 — Зайцев+1 — Олег Зайцев, отец Саши Зайцева
- 2015 — Семейный бизнес (2 сезон) — Фрекенбок
- 2016 — Беловодье. Тайна затерянной страны — фотограф
- 2016 — Военный фитнес — психотерапевт
- 2020 — Папа закодировался — Пружинин
- 2023 — Аквариум — психолог

### Озвучивание
- 2005—2012 — Удивительные приключения Хомы — Суслик
- 2006 — Гроза муравьёв — Момо

## Личная жизнь
Женат. Дочь — Валерия Кабанова (1988 г. р.), зять — актёр Эльдар Лебедев. Внучка — Александра Лебедева (2016 г. р.).